# Aphiloscia rwandaensis
Aphiloscia rwandaensis is een pissebed uit de familie Philosciidae. De wetenschappelijke naam van de soort is voor het eerst geldig gepubliceerd in 1994 door Ferrara, Paoli & Taiti.